# Мрежа великих удаљености
Мрежа великих удаљености (енгл. Long-haul network) представља тип мрежа који се појавио применом преноса информација оптичким влакнима. 
Ове мреже су углавном изведене у топологији од тачке до тачке (енгл. point-to-point), као један линк који преноси информације на велике удаљености преко 40 km па и до 1000 km. 
Најчешће се користе за повезивање мрежа у различитим државама. Мрежама мањих удаљености  (енгл. short haul network) се сматрају мреже на растојањима испод 40 km. 